# NK Arbanasi Zadar
NK Arbanasi je nogometni klub iz naselja Arbanasa kod Zadra. Osnovan 1910. kao NK Zmaj, jedan je od najstarijih nogometnih klubova u Hrvatskoj u kontinuiranom postojanju.

## Povijest
Prva službena nogometna utakmica u Zadru odigrana je u Ravnicama 1887. godine. Igrale su je posade engleskoga brodovlja, a bez sudjelovanja lokalnih ljudi. Za početak nogometne igre na zadarskome području uzima se 25. siječnja 1895. godine, kada su na Bokanjcu učenici zadarske gimnazije prvi među zadarskim Hrvatima predstavili tu igru. Već 1899. nogomet je kao predmet uveden u nastavni program zadarske gimnazije.  
Klub je osnovan 1910. godine pod imenom NK Zmaj i bio je prvi nogometni klub u Zadru. Ime Zmaj je dobio u počast zadarskom nadbiskupu Vicku Zmajeviću koji je bio 1726. godine utemeljitelj Arbanasa, 1910. multikulturalno mjesto u kojem su mirno živjeli zajedno ljudi koji su imali albanske, talijanske i hrvatske korijene. U svojim počecima je djelovao kao nogometna sekcija Hrvatskog sokola u Zadru no samo je godinu dana kasnije počeo djelovati pod novim imenom Società Bersaglieri Borgo Erizzo, koja je tad bilo glavno kulturno-rekreacijsko društvo u mjestu Arbanasi. Pod novim imenom je klub 1912. godine ostvario svoj najuvjerljiviji uspijeh u povijesti, kad je pobjedio nogometno prvenstvo kraljevine Dalmacije. Tridesetih godina klub djeluje pod imenom Unione Sportiva Borgo Erizzo, i skoro se kvalificira u talijanska državna natjecanja kroz dobre igre u lokalnom zadarskom prvenstvu. Najboli igrači tog doba su bili Pallaoro e Toparelli. Nakon okončanja Drugoga svjetskog rata 1946. utemeljen je Nogometni aktiv Arbanasi, kao odjel u Fiskulturnome Društvu Zadar. Klub je stoga od 1946. počeo nositi ime mjesta Arbanasi. 1. studenog 1949. osnovano je i Gimnastičko Društvo Arbanasi i vlasti njemu priključuju i NA Arbanasi. Poslije promjene ustrojenja sportskih društava u državi, 27. veljače 1952. godine NK Arbanasi postaje nogometni klub. Već sljedeće sezone seniorski sastav ostvario je najveći uspjeh toga uzrasta u povijesti kluba - osvojili su Kup Dalmacije savladavši u završnici drugi sastav splitskoga Hajduka. Igrači su tada bili: Vice Mazija, Ivo Herenda, Ivo Ante Matulović, Josip Đošo Petani, Josip Ličan Dadić, Mate Maći Petani, Mario Rio Nikpalj, Anđelo Mazija, Ante Pavelić Morović, Đuro Nikpalj i Josip Beži Mazija. Vodio ih je trener Josip Bepi Morović. 
1955. mijenja ime u NK Tvornica duhana. A u duhu tadašnje politike klub je već 1956. godine opet morao mijenjati ime u NK Omladinac i pod tim imenom je juniorski sastav ostvario najveći još jedan veliki povijesni uspjeh za klub, kad je postao je prvak Dalmacije i treći u prvenstvu Hrvatske.  
U novim društvenim odnosima u svojoj državi skupština kluba je 1. rujna 1992. vratila klubu staro ime - NK Arbanasi pod kojim klub i danas djeluje. NK Arbansi se također mogu ponositi kako su prvi nogometni klub u Zadru koji je izdao sportsku monografiju Sport kod Zadarskih Arbanasa (2008.) autora Drage Marića i Bernarda Kotlara. 
U 110. godišnjoj tradiciji nogometne igre u Arbanasima ponikli su mnogi kvalitetni nogometaši među kojima su svakako najveći Josip Bepi Marušić ( kasnije profesionalac u talijanskome prvoligašu Bologni ) i najveći strijelac u povijesti zadarskoga nogometa Vice Mazija.
Prvo igralište na kojemu je igrao NK Arbanasi nalazilo se na području Mjesnog odbora Arbanasi u blizini Uvale Bregdetti. Nakon toga Klub je koristio gotovo 40 godina igralište pored Autobusnog kolodvora. Trenutno NK Arbanasi ima na korištenje, do izgradnje svoga novog igrališta, pomoćno nogometno igralište u Stanovima na kojemu je postavljena umjetna trava.

#### Promjene imena:
1910. Zmaj - Sokol
1911. Società Bersaglieri Borgo Erizzo
1930. Unione Sportiva Borgo Erizzo
1945. Nogometni aktiv Arbanasi - FD Zadar
1949. Gimnastičko Društvo Arbanasi
1952. NK Arbanasi
1955. NK Tvornica duhana
1956. NK Omladinac
1992. NK Arbanasi

## Uspjesi
Daleko najveći uspijeh u povijesti kluba je bilo osvajanje prventsva Kraljevine Dalmacije iz 1912. godine.
Najveći poslijeratni uspjeh klub postiže 1954. godine kada osvaja kup Dalmacije, a 1965. i 1975. je bio finalist istog natjecanja. 
Nekoliko sezona klub nastupa i u dalmatinskoj nogometnoj ligi.
Klub se u sezoni 2017./18. natjecao u 1. ŽNL Zadarskoj.